# چارلز تروبریج
چارلز تروبریج (انگلیسی: Charles Trowbridge; ۱۰ ژانویهٔ ۱۸۸۲ – ۳۰ آوریل ۱۹۶۷) هنرپیشه اهل ایالات متحده آمریکا بود.

## گزیده فیلمشناسی
از فیلم‌ها یا برنامه‌های تلویزیونی که وی در آن نقش داشته‌است می‌توان به آثار زیر اشاره کرد.
- زیگفلد کبیر (۱۹۳۶)
- بانوی برچسب‌خورده (۱۹۳۶)
- یک روز در مسابقه (۱۹۳۷)
- ناخداهای دلیر (۱۹۳۷)
- مدرسه جنایت (۱۹۳۸)
- فرشتگانی با چهره‌های کثیف (۱۹۳۸)
- جرایم سازمان‌یافته (فیلم ۱۹۳۸) (۱۹۳۸)
- کنتاکی (فیلم) (۱۹۳۹)
- خانه هفت شیروانی (فیلم) (۱۹۴۰)
- شهر ما (فیلم ۱۹۴۰) (۱۹۴۰)
- دروغ بزرگ (۱۹۴۱)
- در لباسی خیره‌کننده (۱۹۴۱)
- یک روز در مسابقه ()
- گروهبان یورک (۱۹۴۱)
- تنسی جانسون (۱۹۴۲)
- جزیره ویک (۱۹۴۲)
- آنان قابل چشم‌پوشی بودند (۱۹۴۵)
- میلدرد پیرس (۱۹۴۵)
- زندگی پنهان والتر میتی (۱۹۴۷)
- نشان عقاب (۱۹۵۷)
- تلاش واپسین  (۱۹۵۸)